# 핀란드 인민민주동맹
핀란드 인민민주동맹(핀란드어: Suomen Kansan Demokraattinen Liitto 수오멘 칸산 데모크라티넨 리토[*])은 핀란드의 정치 단체다. 핀란드 사회민주당을 탈당한 좌파들을 규합하는 것을 목적으로 만들어졌다. 1944년 소련의 요구로 핀란드의 반공법이 폐기되자 만들어졌고, 1990년 좌파동맹으로 합병될 때까지 지속되었다. SKDL은 유럽 민주국가에서 가장 큰 사회주의 선거연합에 속했으며, 산하 정당인 핀란드 공산당은 철의 장막 서쪽에서 가장 큰 공산주의 정당이었다. SKDL은 1958년 총선에서 23%의 지지율을 얻고 의회 의석의 4분의 1인 50석을 얻으며 원내 다수당이 되는 기염을 토한다.
SKDL은 핀란드 내각에도 여러 번 입각했다. SKDL의 첫 각료는 위리외 레이노로 1944년 11월 입각했다. 1945년 총선 이후에는 제3차 파시키비 연정에 사회민주당, 중앙당 등과 함께 참여했고 1946년에는 SKDL의 마우노 페칼라가 총리가 되기도 했다. 페칼라 내각이 1948년 실각한 이후 SKDL은 1966년까지 아무 연정에도 참여하지 않았다. 그러다 1960년대 말 사회민주당, 중앙당과 함께 인민전선을 연정하여 재집권했다. SKDL은 1971년 봄 연정을 탈퇴했다가 1975년 다시 복귀했다. 1982년까지 계속된 제3차 칼레비 소르사 연정이 SKDL이 참여한 마지막 연정이었다.

## 같이 보기
- 핀란드 공산당